# Bowling Green (Kentucky)
Bowling Green ist die drittgrößte Stadt im US-Bundesstaat Kentucky. Laut United States Census Bureau hat die Stadt 72.294 Einwohner (Stand: 2020).

## Geographie
Bowling Green liegt am Barren River und hat eine Gesamtfläche von 92,1 km², wovon 91,7 km² auf Land und 0,5 km² (= 0,45 %) auf Gewässer entfallen.

## Geschichte
Bowling Green wurde 1798 gegründet. Die Lage der Stadt an der Nashville mit Louisville verbindenden Eisenbahn machte Bowling Green beim Beginn des Amerikanischen Bürgerkriegs für die Konföderierten zu einem strategisch wichtigen Punkt. Die Stadt wurde stark befestigt und im September 1861 von General Buckner mit 25.000 Mann besetzt. Nach dem Fall des Forts Henry Anfang Februar 1862 sah sich Buckner genötigt, Bowling Green zu räumen und Kriegsmaterialien von bedeutendem Wert zu zerstören. Gegen Ende 1862 war es der Hauptoperationspunkt des Generals Rosecrans gegen den General Bragg.

## Bildung
Bowling Green ist der Sitz der Western Kentucky University.

## Politik
Bowling Green unterhält eine Städtepartnerschaft mit der Stadt Kawanishi in der Präfektur Hyōgo in Japan.
Im Jahre 2003 wurde die Bowling Green Metropolitan Area geschaffen, zu der die Stadt und ihre Umgebung gehört. Auf einer Fläche von 548 Quadratmeilen (rund 1.420 km²) leben hier mit Stand 2016 geschätzte 171.122 Menschen, was die Bowling Green Metropolitan Area zur 241.-größten Metropolregion der Vereinigten Staaten macht.

## Wirtschaft
General Motors betreibt am Ort eine Fabrikationsstätte (die Bowling Green Assembly Plant) für Y-body-Sportwagen (Chevrolet Corvette und zuvor auch Cadillac XLR). Nur wenige hundert Meter davon entfernt befindet sich unweit der Interstate 65 auch das 1994 eröffnete National Corvette Museum. In der Stadt haben unter anderem die folgenden Wirtschaftsunternehmen ihren Sitz: Fruit of the Loom, Houchens Industries, Holley Performance Products und Camping World.

## Söhne und Töchter der Stadt
- Sleeper Agent, Rockband
- Thomas Lilbourne Anderson (1808–1885), Politiker
- Ben Bailey (* 1970), Comedian und TV-Host
- Gary Barnidge (* 1985), Footballspieler
- Sam Bush (* 1952), Bluegrass-Musiker
- Athena Cage (* 1969), Musikerin
- Chris Carmichael (* 1962), Musiker
- Rex Chapman (* 1967), Basketballspieler
- Roger Davis (* 1939), Schauspieler
- Henry H. Denhardt (1876–1937), Politiker
- David F. Duncan (* 1947), Epidemiologe
- Hank Duncan (1894–1968), Stride-Pianist und Bandleader des Dixieland Jazz
- Frances Fowler (1864–1943), Maler
- Foxhole, Post-Rock-Band
- Dorothy Grider (1915–2012), Künstlerin und Illustratorin
- Mordecai Ham (1877–1961), Pastor
- Corey Hart (* 1982), Baseballspieler
- Duncan Hines (1880–1959), Restaurantkritiker und Kochbuchautor
- Getty H. Huffine (1889–1947), Komponist und Musiker
- Hillbilly Jim (* 1952), Wrestler und Radiomoderator
- Joyce F. Johnson (* 1922), Organistin und Pianistin
- Paul Kilgus (* 1962), Baseballspieler
- Francis McDonald (1891–1968), Filmschauspieler
- John D. Minton junior (* 1952), Oberster Richter von Kentucky
- Doug Moseley (* 1928), Geistlicher, Autor und Politiker
- Rodes K. Myers (1900–1960), Politiker und Vizegouverneur von Kentucky
- William Huston Natcher (1909–1994), Politiker
- Thomas Nicholson, Universitätsprofessor, Gesundheitserzieher und Experte in der Drogenpolitik
- George Pierce (* 1941), Politiker und Geschäftsmann
- Bill Pope (* 1952), Kameramann
- Leslie A. Pope (1954–2020), Szenenbildnerin
- Deborah Renshaw (* 1975), Rennfahrerin (NASCAR)
- Robert Reynolds (* 1981), Footballspieler
- Jody Richards (* 1938), Politiker
- Nappy Roots, Hip-Hop- und Rap-Gruppe
- Franklin C. Sibert (1891–1980), Generalmajor der United States Army
- Lisa Sparks (* 1977), Pornodarstellerin und -regisseurin
- John Franklin Swift (1829–1891), Autor und Politiker
- Morning Teleportation, Rockband
- Ann-Blair Thornton (* 1989), Miss Kentucky
- Chris Turner (* 1969), Baseballspieler